# Dow Jones Global Select REIT Index
Der Dow Jones Global Select REIT Index ist ein weltweiter Index, der von S&P Global aufgelegt wird.
Er stellt einen Unterindex des Dow Jones Global Select Real Estate Securities Index (RESI) dar. Während der RESI auch operative Immobiliengesellschaften abbildet, soll der Dow Jones Global Select REIT Index nur gelistete REITS und REIT-ähnliche Titel abbilden.
Der Index wurde am 21. März 2006 aufgelegt und wird in den Währungen USD, EUR und GBP berechnet.
Per Ende 2024 enthielt der Index 196 Titel, wovon knapp 80 % aus den USA stammen.
Der Bloomberg Ticker für das Produkt lautet DWGRT.